# Evangelische Kirche Bega

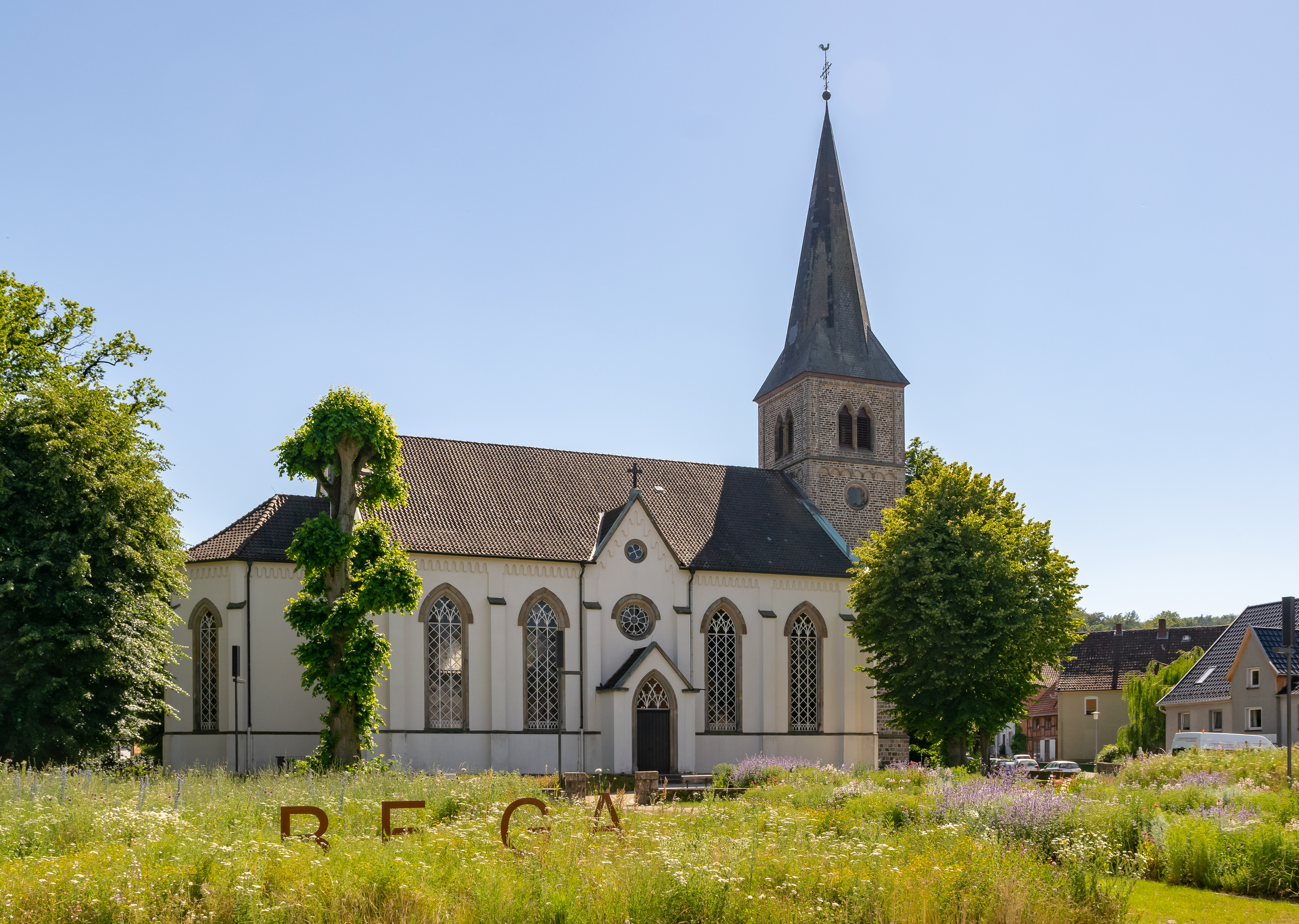
Nordseite der Kirche

Die Evangelische Kirche Bega von 1864/65 ist ein evangelisch-reformierter Kirchenbau der Klasse Ost der Lippischen Landeskirche im Dörentruper Ortsteil Bega. Kirche und Kirchenmauer sind seit dem 6. Januar 1994 als Baudenkmal in der Liste der Baudenkmäler in Dörentrup geführt.

## Geschichte

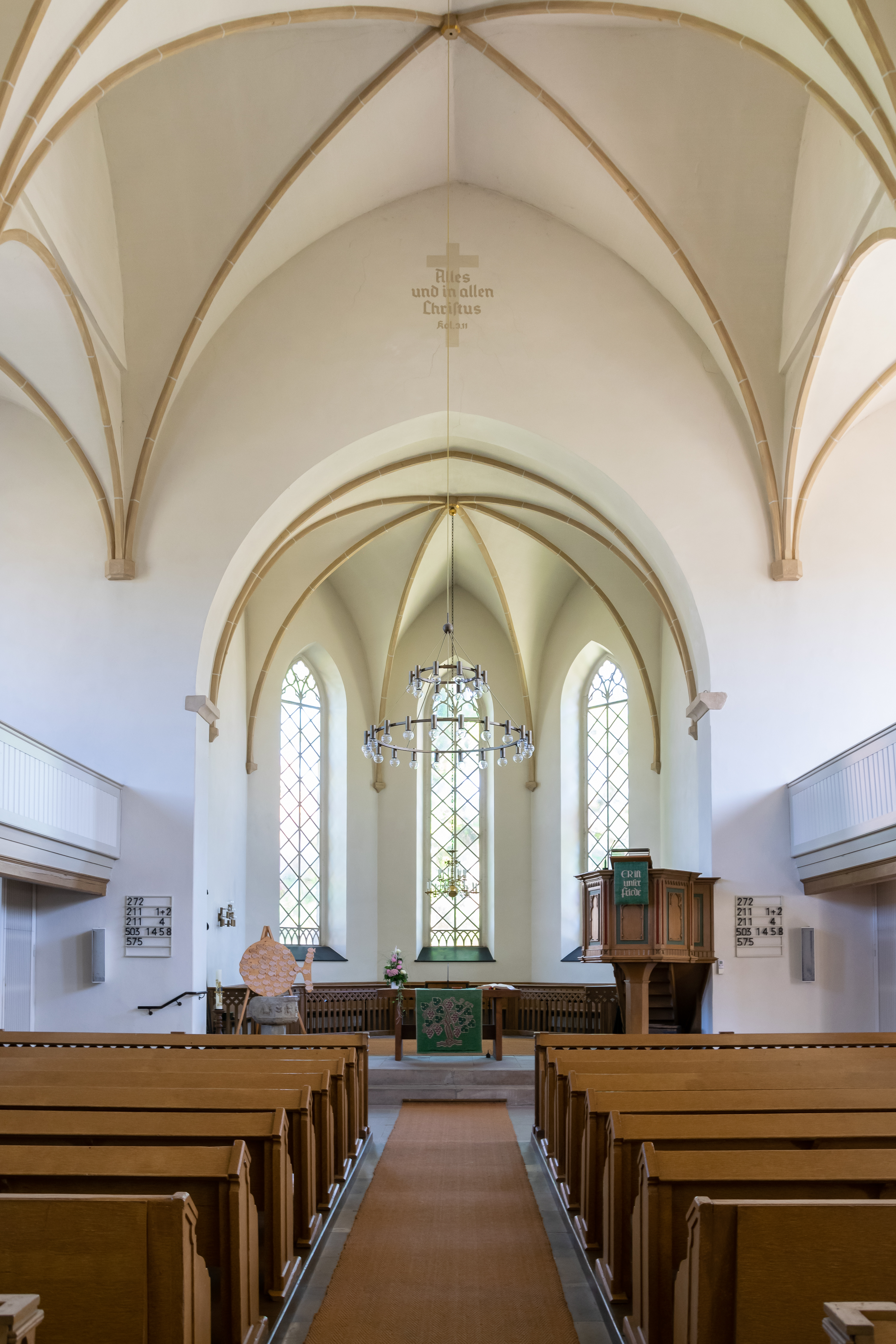
Kirchenschiff

Die Kirche in Bega steht direkt am gleichnamigen Bach, ein Standort, der sich in früheren Zeiten für Taufen anbot. Das erste Kirchgebäude war wohl aus Holz, vermutlich vor 1299 entstand an gleicher Stelle eine Steinkirche. Bei Ausschachtungsarbeiten für den heutigen Kirchenbau wurden in rund vier Metern Tiefe übereinander gestellte Holzsärge gefunden, die im Erdreich konserviert waren. Zum Kirchspiel Bega gehörte bis zum Jahr 1317 auch die Gemeinde Barntrup. Die Kirche war, wie vielfach in karolingischer Zeit, dem Heiligen Petrus gewidmet. Am 27. Juli 1650 stürzte der Turm teilweise ein, die Jahreszahl 1650 im alten Turmeingang, die auf Zeichnungen von Emil Zeiß zu sehen ist, deutet auf dieses Ereignis hin. Reparaturen von Turm und Kirche sind außerdem aus dem Jahre 1726 dokumentiert. Nachdem ein Unwetter den Turm am 6. November 1756 beschädigt hatte, wurde im Zuge der Reparatur auch die Turmuhr ausgetauscht.
Mitte des 19. Jahrhunderts wurde die Kirche allmählich zu klein: Im Zeitraum 1590 bis 1835 hatte sich die Zahl der Gemeindemitglieder von 980 auf 2078 mehr als verdoppelt, in der Kirche waren zwischenzeitlich Priechen für die Besitzer der Güter Mönchshof und Wendlinghausen sowie der Meierei Ölentrup angelegt worden. Dazu kam die fortschreitende Baufälligkeit des Gebäudes. Pastor Mörs, seit 1858 in Bega, forderte daher in einem Schreiben vom 30. Januar 1862 das Konsistorium zu einem Neubau auf. Der Wunsch wurde positiv beschieden. Nach Ostern besichtigten die Begaer Kirchenältesten im Beisein des Baumeisters Merckel dessen Kirchenbau in Leopoldshöhe. Er fand ihre Zustimmung, und im November desselben Jahres waren die Baupläne für den Neubau fertiggestellt. Auf Bitten des Pastors und der Kirchendechen Krop und Wiemann stiftete der Lippische Fürst Leopold III. das Bauholz. Für die Baukosten wurde eine Anleihe aufgelegt und über die nächsten 40 Jahre getilgt.
Der Abbruch des alten Gebäudes erfolgte ab dem 7. April 1863 innerhalb von drei Wochen, nach Errichtung des Fundaments wurde am 1. Juli der Grundstein für den Neubau gelegt. Die Urkunde dazu wurde zusammen mit dem Grundstein niedergelegt. Im Januar 1864 konnte das Richtfest gefeiert werden, die Einweihung fand am 1. Dezember 1864 statt. Von der alten Kirche erhalten war der romanische Turm. Ein Blitzeinschlag im April 1890 setzte ihn in Flammen, und so musste er neu errichtet werden. Der Grundstein im Fuß des neuen Turmes trägt die Jahreszahl 1891.
Eine größere Renovierung erfolgte im Jahr 1958 nach Plänen des Regierungsbaurates Wirsing. Dabei wurde der Lehmboden isoliert und mit einem Holzboden überdeckt, der Abstand zwischen den Kirchenbänken erhöht und diese leicht geneigt. Die Orgelempore wurde abgesenkt und verbreitert und der Schalldeckel über der Kanzel entfernt. Die seitlichen Emporen wurden verlängert und ersetzen so den verlorenen Platz im Kirchenschiff. Neben einem frischen Anstrich wurde auch ein neuer Abendmahlstisch eingebaut.
Die bislang letzte grundlegende Renovierung wurde 1995 durchgeführt.

### Pfarrhaus
Das erste Pfarrhaus entstand spätestens mit dem Bau der Kirche und dürfte wie diese aus Holz gewesen sein. Für das Jahr 1584 ist ein Neubau beurkundet. Die nächste Überlieferung stammt aus 1699 und berichtet davon, dass es durch einen Brand zerstört worden ist. Der Neubau überstieg trotz geleisteter Hand- und Spanndienste die finanziellen Möglichkeiten der Gemeinde, am 19. Juli 1701 baten die Kirchendechen beim Konsistorium um eine Beihilfe. Aber noch 1721 war der Neubau in einem schlechten Zustand. Schließlich musste er bereits 1772 ersetzt werden. Auch das Pfarrhaus von 1773 war sparsam und mangelhaft gebaut. Es stand zu nahe an der Bega, war darum feucht und erforderte laufende Reparaturen. Bei der Neubesetzung der Pfarrstelle im Jahr 1856 plante Baumeister Merckel nun auch ein neues Pfarrhaus auf besserem Grund. Nachdem dieses 1858 bezugsfertig war, wurde das alte Gebäude abgebrochen. Ein weiterer Neubau entstand in den Jahren 1952/53. Gleichzeitig wurde der Fachwerkteil des vorherigen Pfarrhauses abgebrochen und in dessen Erdgeschoss ein Kindergarten eingerichtet. Der Neubau erhielt einen Gemeindesaal, eine Wohnung für die Gemeindeschwester und zwei Jugendräume. Der Kindergarten wird seit 2012 von der Stiftung Eben-Ezer getragen.

### Schule
Die Einrichtung der Kirchspielschule erfolgte vermutlich zu Beginn des 17. Jahrhunderts. Sie wird in einem Visitationsbericht von 1620 erwähnt. Die Schulleitung übernahm der Küster. Durch Graf Simon August wurde 1767 eine Schulordnung erlassen, durch welche der Schulunterricht vom 7. bis zum 14. Lebensjahr angeordnet wurde. Zwei Jahre darauf wurde in Detmold das Lehrerseminar gegründet. Küster Franz Heinrich Tintelnot war ab 1806 der erste seminaristisch ausgebildete Lehrer in Bega. 1848 wurde am Kirchplatz ein neues Schulgebäude errichtet, das aber bereits 1850 bei einem Brand schweren Schaden erlitt und erst ab Herbst 1851 wieder nutzbar war. 1919 erfolgte die Trennung von Kirche und Schule. 1937 entstand ein neues Schul- und Lehrerhaus am Betzer Wege, 1961/62 zog die Schule in die Sommerseller Straße um. Sie wurde 1968, im Zuge der Eingemeindung Begas nach Dörentrup, aufgelöst. Das alte Schulgebäude bei der Kirche ist bei der Neugestaltung des Kirchplatzes abgebrochen worden.

### Krug
Der Krug bei der Kirche, laut Torbogeninschrift erbaut im Jahr 1759, war das älteste erhaltene Gebäude Begas. Nach längerem Leerstand wurde es im Dezember 2013 von der Gemeinde Dörentrup mit dem Ziel des Abbruchs erworben. Der Landschaftsverband Westfalen-Lippe als obere Denkmalbehörde beschied dem Vierständer-Fachwerkbau Denkmaleigenschaft und forderte im Februar 2014 die Gemeinde auf, den Krug in das Denkmalverzeichnis aufzunehmen. Nachdem jedoch keine wirtschaftliche Perspektive gesehen wurde und der Kreis dem Vorhaben zugestimmt hat, verzichtete der LWL auf einen Ministerentscheid und das Gebäude wurde im Juni 2018 abgebrochen.

## Architektur
Der Kirchbau besteht aus einer dreischiffigen, verputzten Stufenhalle mit Westturm und oktogonalem Chor an der Ostseite. Das vermeintliche Gewölbe besteht aus verputztem Holz. Fenster und Türen sind im neugotischen Stil gehalten. An der nördlichen und südlichen Traufenseite hat die Kirche mittig einen Giebel, darauf ein Kreuz mit der Jahreszahl 1863. Die Eingänge sind hier risalitartig etwas vorgezogen und mit einem Satteldach überdacht. Darüber ist ein Fenster, das der Lippischen Rose nachempfunden ist. Um das Dach, mit Ausnahme des Turms, umlaufend ist ein Dachgesims. Während die Kirche in einem hellen Farbton verputzt beziehungsweise gestrichen ist, besteht der Turm aus dunkleren Ziegeln. Das Zeltdach geht in einen spitzeren, achteckigen Helm über.

## Ausstattung

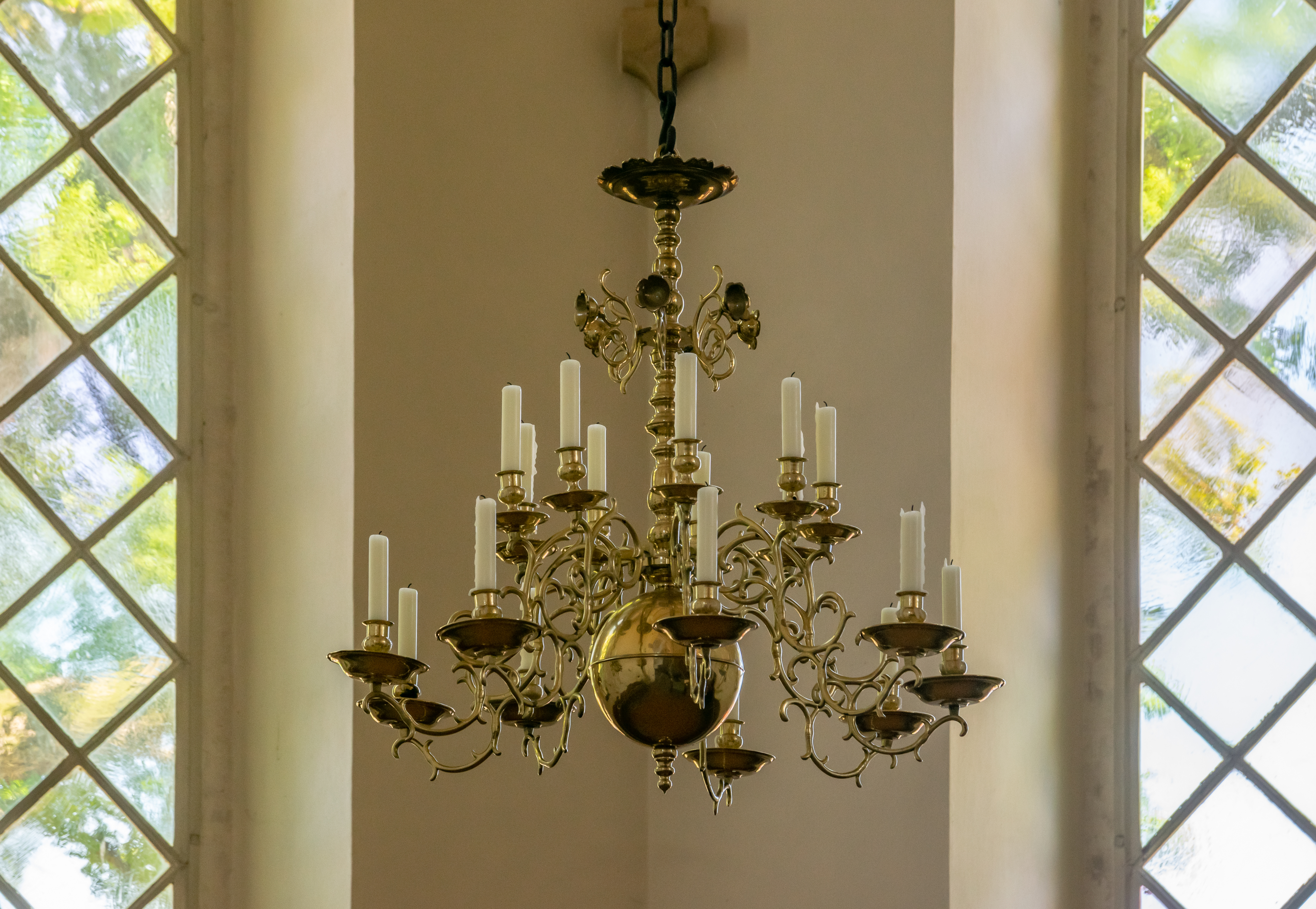
Kronleuchter

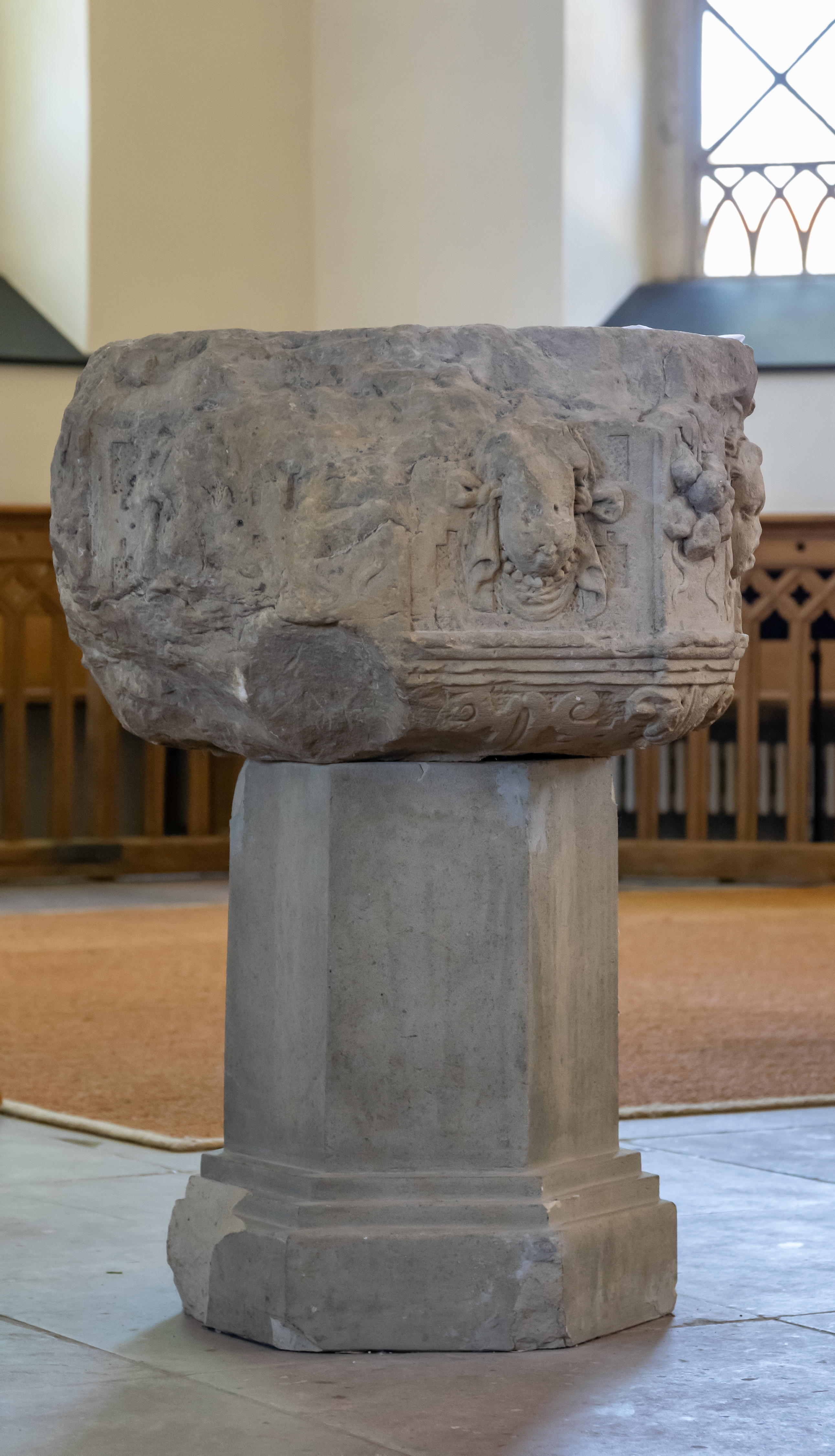
Taufstein

Kurz nach der Erbauung erhielt die Kirche von einem unbekannten Spender einen Kronleuchter. Ein zweiter Leuchter wurde von den Kriegervereinen Bega und Humfeld gestiftet. Er befindet sich noch heute unverändert, das heißt nicht elektrifiziert, in der Kirche, während der ältere an das Lippische Landesmuseum übergeben wurde.
Aus vorreformatorischer Zeit existiert ein Taufstein, der beim Neubau 1864 entfernt und im Garten des Kaufmanns Haase aufgestellt wurde. Er steht heute wieder in der Kirche.
Im Innenraum des Turms eingemauert sind drei Teile der Schallarkaden des alten Turms.
Seit 1646 war Friedrich Christoph von Hammerstein mit dem lippischen Grafenhaus verbunden. Hammerstein hatte zusammen mit seinem Onkel dem Grafen 20.000 Reichstaler geliehen und im Gegenzug Gefälle in den Ämtern Detmold und Varenholz erhalten. Nach dem Krieg benötigte Graf Hermann Adolf diese Gefälle für sich und überschrieb stattdessen Hammerschmidt am 21. Februar 1653 für alle Zeiten die Meierei Oelentrup, auf der Hammerstein ab 1663 bis zu seinem Tod wohnte. Hammerstein war ein wichtiger Wohltäter der Gemeinde. Unter anderem stiftete er der Gemeinde einen Abendmahlskelch und einen Brotteller mit dem Hammersteinschen Wappen und den Buchstaben  F.C.V.H.K.S.G.M. (Friedrich Christoph von Hammerstein, königlich-schwedischer Generalmajor), die beide erhalten sind.

### Orgel

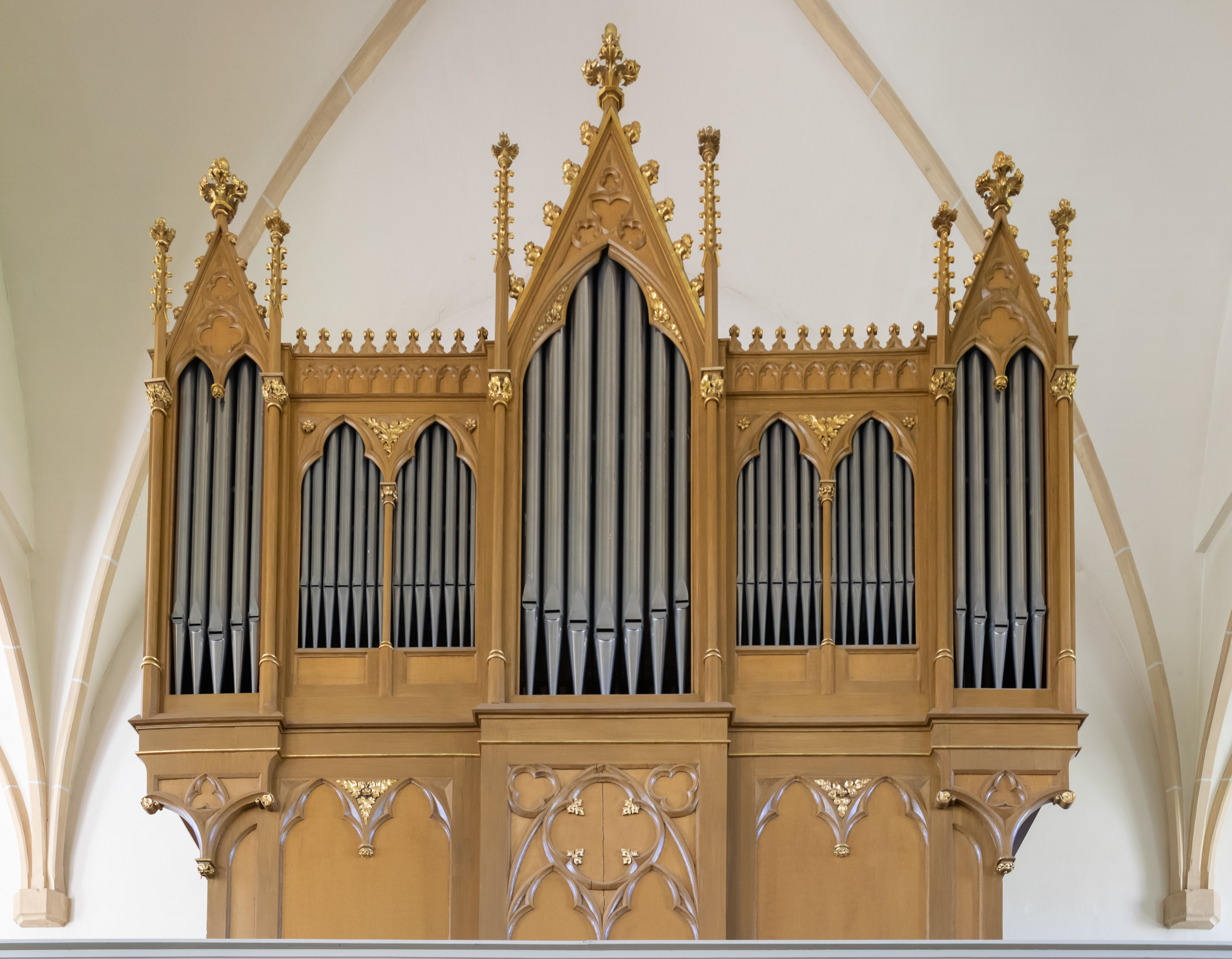
Prospekt der Randebrock-Orgel

In der romanischen Kirche befand sich seit Beginn des 17. Jahrhunderts eine einmanualige Orgel mit vier Registern, die wohl mehrfach umgebaut wurde. Für die heutige Kirche wurde 1865 ein neues Instrument des Paderborner Orgelbauers August Randebrock erworben. Die mechanische Schleifladenorgel umfasst 18 Register auf zwei Manualen und Pedal. Nach kleineren Reparaturen durch Klaßmeier und Hammer erfolgte in den Jahren 1977/1978 eine grundlegende Renovierung durch die Orgelbauwerkstatt Gustav Steinmann.
Disposition:
| I Manual C–f3 |                   |    |
| 1.            | Prinzipal         | 8′ |
| 2.            | Holzflöte         | 8′ |
| 3.            | Prinzipal         | 4′ |
| 4.            | Rohrflöte         | 4′ |
| 5.            | Waldflöte         | 2′ |
| 6.            | Kornett IV (ab g) |    |
| 7.            | Rauschpfeife II   |    |
| 8.            | Mixtur III        |    |

| II Manual C–f3 |                |    |
| 9.             | Gedackt        | 8′ |
| 10.            | Salizional     | 8′ |
| 11.            | Querflöte      | 4′ |
| 12.            | Prinzipal      | 2′ |
| 13.            | Quintzimbel II |    |

| Pedal C–d1 |            |     |
| 14.        | Violon     | 16′ |
| 15.        | Subbass    | 16′ |
| 16.        | Gedackt    | 8′  |
| 17.        | Choralbass | 4′  |
| 18.        | Nachthorn  | 2′  |

- Koppeln: II/I, I/P, II/P

### Glocken

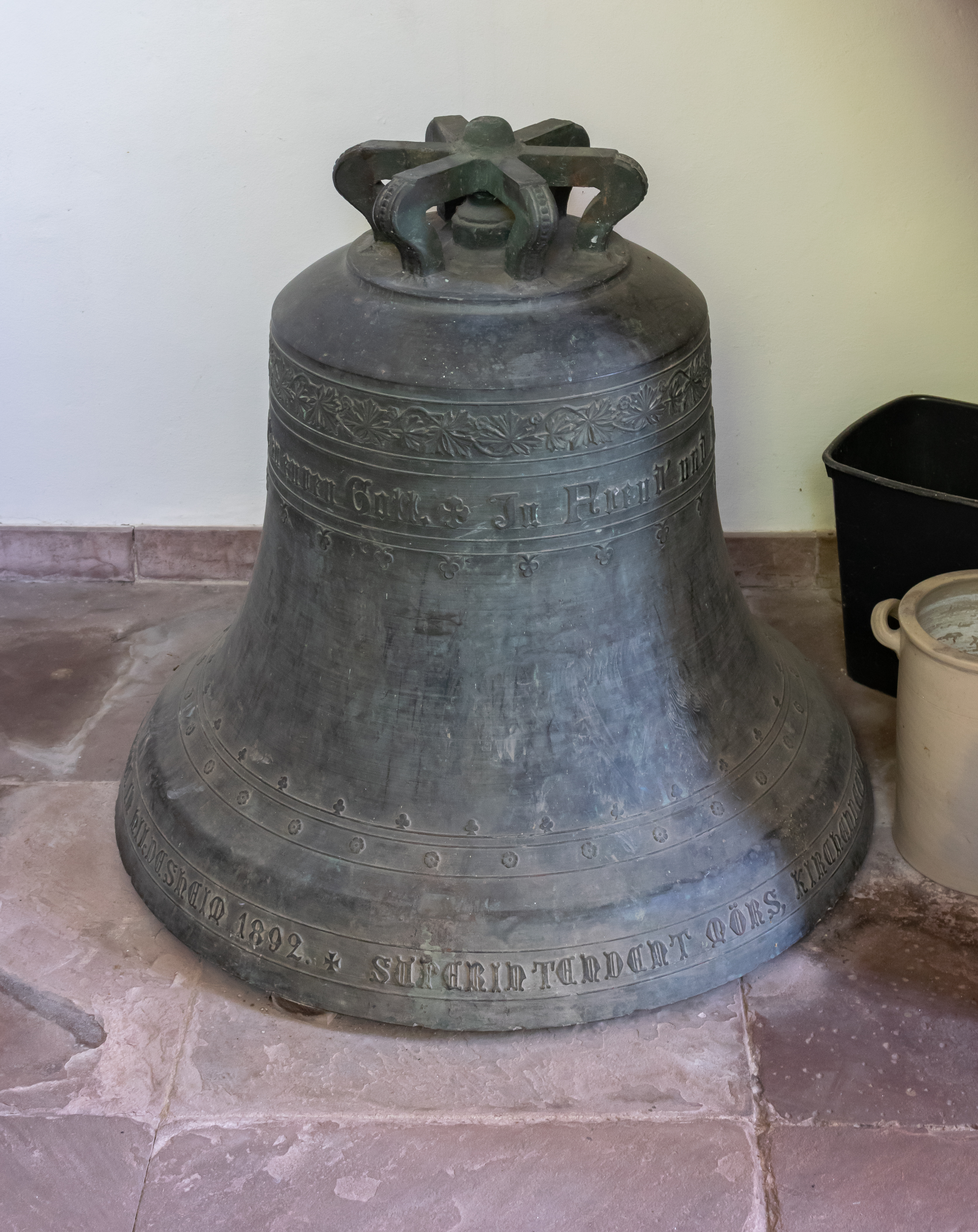
Bronzeglocke von J. J. Radler aus dem Jahr 1892

In der Kirche zu Bega gab es mindestens seit dem 14. Jahrhundert Glocken. Von ihnen existieren Zeichnungen, die Inschriften zeigen, welche in ihrer Form mit denen der Bronzeglocke im Stumpfen Turm von Lemgo übereinstimmen. Als der Turm im Jahr 1890 durch einen Blitzeinschlag zerstört wurde und größer neu aufgebaut wurde, ließ man die bisherigen zwei Glocken einschmelzen und von der Radlerschen Glockengießerei drei neue Bronzeglocken fertigen. Die beiden größeren mussten im Ersten Weltkrieg abgegeben werden, für sie fertigte wiederum Radler im Jahr 1925 Ersatz. Im Zweiten Weltkrieg mussten diese Glocken erneut abgegeben werden, im Besitz der Kirche blieb lediglich die kleinste Bronzeglocke mit einem Gewicht von 383 kg. Die abgegebenen Glocken überlebten den Krieg nicht. Vom Bochumer Verein erwarb man 1950 zwei Gussstahlglocken, deren Klang aber nicht mit der Bronzeglocke harmonieren wollte, weswegen auch diese durch eine Stahlglocke ersetzt wurde. Die Bronzeglocke mit der Inschrift „In Freud und Leid, in Noth und Todt, kling ich und ruf zu euren Gott. Gegossen von J. J. Radler und Söhne in Hildesheim, Superintendent Mörs, Kirchendechen Corbach, Petig, Küster Kleine.“ steht heute im Fuß des Turmes.
| Nr. | Gewicht | Durchmesser | Tonhöhe | Inschrift |
| 1   | 940 kg  | 135 cm      | e       | Jesus Christus gestern und heute, und derselbe auch in Ewigkeit. O Land, Land, Land, höret des Herrn Wort. Suchet des Herren, so werdet ihr leben. |
| 2   | 515 kg  | 110 cm      | g       | s. o. |
| 3   | 270 kg  | 92 cm       | a       | s. o. |